# Phyllostachys atrovaginata
Phyllostachys atrovaginata là một loài thực vật có hoa trong họ Hòa thảo. Loài này được C.S.Chao & H.Y.Chou miêu tả khoa học đầu tiên năm 1980.